# Grudziewszczyzna
Grudziewszczyzna – wieś w Polsce położona w województwie podlaskim, w powiecie sejneńskim, w gminie Sejny, na Pojezierzu Wschodniosuwalskim. Około 30 mieszkańców w 14 domach.
W latach 1975–1998 miejscowość położona była w województwie suwalskim.

## Charakterystyka
Wieś położona jest 3 km na południowy wschód od Sejn i 1,5 km na zachód od drogi krajowej, łączącej Augustów z przejściem granicznym w Ogrodnikach. Przez wieś przechodzą wyłącznie drogi gruntowe. Główna droga we wsi, prowadząca do szosy augustowskiej, miała być wyasfaltowana, lecz pomimo wielokrotnie ponawianych obietnic zarządu gminy, dotąd (2005) to nie nastąpiło.
Przez Grudziewszczyznę przebiega szlak turystyczny z Gib do Sejn.

## Historia
Grudziewszczyznę założył ok. roku 1600 fundator Sejn Jerzy Grodzieński, jako wieś na uposażenie sejneńskich dominikanów. Niedługo potem powstał tu folwark Grudziewszczyzna (początkowo Grodzieńszczyzna), obejmujący obszar dzisiejszej wsi oraz dwóch innych osad – Deguć i Budziewizny (ob. Pomorze). We dworze pracowali chłopi z okolicznych wiosek.
Tuż przed I wojną światową – prawdopodobnie w roku 1911, folwark został zlikwidowany, a dwór zburzono. Grudziewszczyzna ostatecznie rozpadła się na trzy oddzielne wioski.

## Etymologia nazwy
W początkowym okresie Grudziewszczyzna nazywana była Grodzieńszczyzną. Można być pewnym, że nazwa ta bierze swój rodowód od nazwiska założyciela wsi Jerzego Grodzieńskiego. Nazwa ta jednak zbyt wyraźnie kojarzyła się z Grodzieńszczyzną, jako rejonem geograficznym wokół miasta Grodna. Z czasem więc zaczęto określać folwark i wieś mianem Grudziewszczyzny i tak pozostało do dziś.

## Ciekawe miejsca
Przy wjeździe do wsi, przy rozjeździe drogi z drogą do Świackich stoi betonowy słup z żelaznym krzyżem. Na słupie widnieje napis, odnoszący się do wizerunku Chrystusa: „JAM ZA WAS UMARŁ NA KRZYŻU – St.Czerkowski 1912”. Prawdopodobnie jest to zniekształcona lub archaiczna forma nazwiska Czarkowski. Rodzina o tym nazwisku zamieszkuje bowiem dom numer 1 – tuż obok krzyża. Sam słup z krzyżem można uznać za zabytek, biorąc pod uwagę wypisany nań rok wystawienia.
W domu nr 5 zamieszkują Eugenia i Józef Kubrakowie – twórcy ludowi. Gospodarz rzeźbi szopki, ozdoby wielkanocne, figurki świętych i wiele innych drobiazgów z drewna. Gospodyni zaś piecze wspaniałe sękacze oraz wyrabia pająki ze słomy i palmy wielkanocne. Warsztat i wystawa dzieł państwa Kubraków znajduje się w należącym również do nich, domu nr 4 – po przeciwnej stronie drogi. Poza tym we wsi możemy spotkać dość sporą liczbę krzyży i kapliczek, co świadczy o typowej pobożności wiejskiego ludu.

## Inne informacje
Aby dojechać do wsi należy wyjechać z Sejn ulicą Młynarską i jechać wciąż szeroką piaszczystą drogą. Grudziewszczyznę trudno jest znaleźć na mapie. Widoczna jest tylko na dokładnych mapach powiatu sejneńskiego, Puszczy Augustowskiej i Wigierskiego Parku Narodowego. Wieś można czasem także znaleźć na turystycznych mapach Suwalszczyzny. Sołtysem Grudziewszczyzny jest od roku 1986 Stanisław Czarkowski.

## Źródła historyczne
„Grudziewszczyzna lub Podsejny, folw., powiat sejneński, gm. Berżniki, par. Sejny. Ma 2 dm., 17 mk., odl. 3 w. od Sejn. Rozl. wynosi m. 319, grunta orne i ogrody m. 140, łąk m. 58, past. m. 53, wody m. 13, lasu m. 14, zarośli m. 8, nieużytki i place m. 33, bud. mur. 2, drew. 12, pokłady torfu. Rzeka Marycha przepływa i stanowi granicę południową. W pobliżu leży jez. Budziewizna.”